# Discografia dei Mötley Crüe
La seguente è la discografia dei Mötley Crüe, gruppo musicale hair metal statunitense.

## Album

### Album in studio
| Anno                                                                                               | Titolo | Classifiche | Classifiche | Classifiche | Classifiche | Classifiche | Classifiche | Classifiche | Classifiche | Classifiche | Classifiche | Certificazioni                                                          |
| Anno                                                                                               | Titolo | USA         | AUS         | AUT         | CAN         | GER         | NOR         | NZ          | SWE         | SWI         | UK          | Certificazioni                                                          |
| -------------------------------------------------------------------------------------------------- | --- | ----------- | ----------- | ----------- | ----------- | ----------- | ----------- | ----------- | ----------- | ----------- | ----------- | ----------------------------------------------------------------------- |
| 1981                                                                                               | Too Fast for Love - Pubblicazione: 10 novembre 1981 - Etichetta: Leathür - Formati: LP, CD, MC                             | 77          | —           | —           | —           | —           | —           | —           | —           | —           | —           | - USA: Platino                                                          |
| 1983                                                                                               | Shout at the Devil - Pubblicazione: 26 settembre 1983 - Etichetta: Elektra - Formati: LP, CD, MC                           | 17          | 85          | —           | 23          | —           | —           | —           | —           | —           | —           | - AUS: Oro - CAN: 3× Platino - USA: 4× Platino                          |
| 1985                                                                                               | Theatre of Pain - Pubblicazione: 21 giugno 1985 - Etichetta: Elektra - Formati: LP, CD, MC                                 | 6           | 39          | —           | 11          | 44          | —           | —           | 7           | 25          | 36          | - CAN: 3× Platino - USA: 4× Platino                                     |
| 1987                                                                                               | Girls, Girls, Girls - Pubblicazione: 15 maggio 1987 - Etichetta: Elektra - Formati: LP, CD, MC                             | 2           | 28          | —           | 4           | 46          | 8           | 43          | 7           | 13          | 14          | - CAN: 2× Platino - UK: Argento - USA: 4× Platino                       |
| 1989                                                                                               | Dr. Feelgood - Pubblicazione: 1º settembre 1989 - Etichetta: Elektra - Formati: LP, CD, MC                                 | 1           | 5           | —           | 7           | 21          | 7           | 5           | 6           | 7           | 4           | - AUS: Platino - CAN: 3× Platino - SWI: Oro - UK: Oro - USA: 6× Platino |
| 1994                                                                                               | Mötley Crüe - Pubblicazione: 15 marzo 1994 - Etichetta: Elektra - Formati: CD, MC                                          | 7           | 3           | 25          | 9           | 55          | —           | 28          | 6           | 21          | 17          | - USA: Oro                                                              |
| 1997                                                                                               | Generation Swine - Pubblicazione: 24 giugno 1997 - Etichetta: Elektra - Formati: CD, MC                                    | 4           | 34          | —           | 10          | —           | —           | —           | 18          | —           | 80          | - USA: Oro                                                              |
| 2000                                                                                               | New Tattoo - Pubblicazione: 7 luglio 2000 - Etichetta: Eleven Seven Music - Formati: CD, MC                                | 41          | —           | —           | —           | —           | —           | —           | —           | —           | —           |                                                                         |
| 2008                                                                                               | Saints of Los Angeles - Pubblicazione: 24 giugno 2008 - Etichetta: Eleven Seven Music - Formati: CD, LP, download digitale | 4           | 14          | 73          | 3           | 88          | 37          | 8           | 5           | 42          | 78          | - CAN: Oro                                                              |
| "—" indica una pubblicazione che non si è classificata o che non è stata pubblicata in quel Paese. | |             |             |             |             |             |             |             |             |             |             |                                                                         |

### Album dal vivo
| Anno                                                                                               | Titolo | Classifiche | Certificazioni         |
| Anno                                                                                               | Titolo | USA         | Certificazioni         |
| -------------------------------------------------------------------------------------------------- | --- | ----------- | ---------------------- |
| 1999                                                                                               | Live: Entertainment or Death - Pubblicazione: 23 novembre 1999 - Etichetta: Eleven Seven Music - Formati: CD, MC | 133         |                        |
| 2006                                                                                               | Carnival of Sins Live - Pubblicazione: 7 marzo 2006 - Etichetta: Eleven Seven Music - Formati: CD, DVD           | —           | - US: 3× Platino (DVD) |
| "—" indica una pubblicazione che non si è classificata o che non è stata pubblicata in quel Paese. | |             |                        |

### Raccolte
| 1991                                                                          | Decade of Decadence - Pubblicazione: 5 ottobre 1991 - Etichetta: Elektra - Formati: CD, LP, MC                              | 2  | 9  | 10 | —  | 13 | 43 | 22 | 20 | - CAN: Platino - USA: 2× Platino |
| 1998                                                                          | Greatest Hits - Pubblicazione: 27 ottobre 1998 - Etichetta: Eleven Seven Music - Formati: CD, MC                            | 20 | 30 | 16 | —  | —  | —  | —  | —  | - UK: Oro - USA: Oro             |
| 1999                                                                          | Supersonic and Demonic Relics - Pubblicazione: 29 giugno 1999 - Etichetta: Eleven Seven Music - Formati: CD                 | —  | —  | —  | —  | —  | —  | —  | —  |                                  |
| 2003                                                                          | The Millennium Collection: The Best of Mötley Crüe - Pubblicazione: 7 ottobre 2003 - Etichetta: Hip-O Records - Formati: CD | —  | —  | —  | —  | —  | —  | —  | —  |                                  |
| 2004                                                                          | Loud as F@*k - Pubblicazione: 23 marzo 2004 - Etichetta: Eleven Seven Music - Formati: CD                                   | —  | —  | —  | —  | —  | —  | —  | —  |                                  |
| 2005                                                                          | Red, White & Crüe - Pubblicazione: 1º febbraio 2005 - Etichetta: Eleven Seven Music - Formati: CD                           | 6  | 26 | 2  | 16 | —  | 31 | —  | 67 | - CAN: 2× Platino - USA: Platino |
| 2009                                                                          | Greate$t Hit$ - Pubblicazione: 17 novembre 2009 - Etichetta: Eleven Seven Music - Formati: CD, download digitale            | 94 | —  | —  | —  | —  | —  | —  | —  | - CAN: Oro - USA: Platino        |
| 2019                                                                          | The Dirt Soundtrack - Pubblicazione: 22 marzo 2019 - Etichetta: Eleven Seven Music - Formati: CD, download digitale         | —  | —  | —  | —  | —  | —  | —  | —  |                                  |
| "—" indica una pubblicazione non classificata o non pubblicata in quel Paese. | |    |    |    |    |    |    |    |    |                                  |

## Box set
| Anno | Titolo                                                                                               |
| ---- | --- |
| 2003 | Music to Crash Your Car to: Vol. 1 - Pubblicazione: 11 novembre 2003 - Etichetta: Eleven Seven Music |
| 2004 | Music to Crash Your Car to: Vol. 2 - Pubblicazione: 29 giugno 2004 - Etichetta: Eleven Seven Music   |

## Extended play
| Anno | Titolo                                                              |
| ---- | ------------------------------------------------------------------- |
| 1988 | Raw Tracks - Pubblicazione: 23 novembre 1988 - Etichetta: Elektra   |
| 1990 | Raw Tracks 2 - Pubblicazione: 23 novembre 1990 - Etichetta: Elektra |
| 1994 | Quaternary - Pubblicazione: 10 settembre 1994 - Etichetta: Elektra  |

## Singoli
| Anno                                                                                      | Singolo                                                                                             | Classifiche | Classifiche | Classifiche | Classifiche | Classifiche | Classifiche | Classifiche | Classifiche | Certificazioni | Album di provenienza                                 |
| Anno                                                                                      | Singolo                                                                                             | USA         | USA Rock    | AUS         | CAN         | IRL         | NZL         | SWE         | UK          | Certificazioni | Album di provenienza                                 |
| ----------------------------------------------------------------------------------------- | --------------------------------------------------------------------------------------------------- | ----------- | ----------- | ----------- | ----------- | ----------- | ----------- | ----------- | ----------- | -------------- | ---------------------------------------------------- |
| 1981                                                                                      | Live Wire                                                                                           | —           | —           | —           | —           | —           | —           | —           | —           |                | Too Fast for Love                                    |
| 1983                                                                                      | Shout at the Devil                                                                                  | —           | 30          | —           | —           | —           | —           | —           | —           |                | Shout at the Devil                                   |
| 1984                                                                                      | Looks That Kill                                                                                     | 54          | 12          | —           | —           | —           | —           | —           | —           |                | Shout at the Devil                                   |
| 1984                                                                                      | Too Young to Fall in Love                                                                           | 90          | 17          | —           | —           | —           | —           | —           | —           |                | Shout at the Devil                                   |
| 1985                                                                                      | Smokin' in the Boys Room                                                                            | 16          | 7           | —           | 19          | —           | —           | —           | 71          |                | Theatre of Pain                                      |
| 1985                                                                                      | Home Sweet Home                                                                                     | 89          | 38          | —           | —           | —           | —           | —           | 51          |                | Theatre of Pain                                      |
| 1987                                                                                      | Girls, Girls, Girls                                                                                 | 12          | 20          | 43          | 20          | —           | —           | —           | 26          |                | Girls, Girls, Girls                                  |
| 1987                                                                                      | Wild Side                                                                                           | —           | —           | —           | —           | —           | —           | —           | —           |                | Girls, Girls, Girls                                  |
| 1987                                                                                      | You're All I Need                                                                                   | 83          | —           | —           | —           | 29          | —           | —           | 23          |                | Girls, Girls, Girls                                  |
| 1989                                                                                      | Dr. Feelgood                                                                                        | 6           | 7           | 26          | 17          | 29          | 11          | —           | 50          | - USA: Oro     | Dr. Feelgood                                         |
| 1989                                                                                      | Kickstart My Heart                                                                                  | 27          | 18          | 34          | 51          | —           | 31          | —           | —           | - UK: Oro      | Dr. Feelgood                                         |
| 1990                                                                                      | Without You                                                                                         | 8           | 11          | 45          | 19          | —           | —           | —           | 39          |                | Dr. Feelgood                                         |
| 1990                                                                                      | Don't Go Away Mad (Just Go Away)                                                                    | 19          | 13          | —           | 36          | —           | 49          | —           | —           |                | Dr. Feelgood                                         |
| 1990                                                                                      | Same Ol' Situation (S.O.S.)                                                                         | 78          | 34          | —           | —           | —           | —           | —           | —           |                | Dr. Feelgood                                         |
| 1991                                                                                      | Primal Scream                                                                                       | 63          | 21          | 29          | —           | —           | 30          | —           | 32          |                | Decade of Decadence                                  |
| 1991                                                                                      | Home Sweet Home '91                                                                                 | 37          | 41          | —           | —           | —           | —           | —           | 37          |                | Decade of Decadence                                  |
| 1991                                                                                      | Anarchy in the U.K.                                                                                 | —           | 10          | —           | —           | —           | —           | —           | —           |                | Decade of Decadence                                  |
| 1994                                                                                      | Hooligan's Holiday                                                                                  | —           | 10          | 60          | —           | —           | —           | 34          | 36          |                | Mötley Crüe                                          |
| 1994                                                                                      | Misunderstood                                                                                       | —           | 24          | —           | —           | —           | —           | —           | —           |                | Mötley Crüe                                          |
| 1997                                                                                      | Afraid                                                                                              | —           | 10          | —           | —           | —           | —           | —           | 58          |                | Generation Swine                                     |
| 1997                                                                                      | Beauty                                                                                              | —           | 37          | —           | —           | —           | —           | —           | —           |                | Generation Swine                                     |
| 1998                                                                                      | Bitter Pill                                                                                         | —           | 22          | —           | —           | —           | —           | —           | —           |                | Greatest Hits                                        |
| 1999                                                                                      | Teaser                                                                                              | —           | 35          | —           | —           | —           | —           | —           | —           |                | Supersonic and Demonic Relics                        |
| 2000                                                                                      | Hell on High Heels                                                                                  | —           | 13          | —           | —           | —           | —           | —           | —           |                | New Tattoo                                           |
| 2000                                                                                      | New Tattoo                                                                                          | —           | —           | —           | —           | —           | —           | —           | —           |                | New Tattoo                                           |
| 2000                                                                                      | Treat Me Like the Dog I Am                                                                          | —           | —           | —           | —           | —           | —           | —           | —           |                | New Tattoo                                           |
| 2005                                                                                      | If I Die Tomorrow                                                                                   | —           | 4           | —           | —           | —           | —           | —           | 63          |                | Red, White & Crüe                                    |
| 2005                                                                                      | Sick Love Song                                                                                      | —           | 22          | —           | —           | —           | —           | —           | —           |                | Red, White & Crüe                                    |
| 2008                                                                                      | Saints of Los Angeles                                                                               | —           | 5           | —           | 46          | —           | —           | —           | —           |                | Saints of Los Angeles                                |
| 2008                                                                                      | Mutherfucker of the Year                                                                            | —           | 29          | —           | —           | —           | —           | —           | —           |                | Saints of Los Angeles                                |
| 2009                                                                                      | White Trash Circus                                                                                  | —           | 37          | —           | —           | —           | —           | —           | —           |                | Saints of Los Angeles                                |
| 2015                                                                                      | All Bad Things Must End                                                                             | —           | 32          | —           | —           | —           | —           | —           | —           |                | /                                                    |
| 2022                                                                                      | The Retaliators Theme Song (21 Bullets) (con Asking Alexandria, Ice Nine Kills e From Ashes to New) | —           | 15          | —           | —           | —           | —           | —           | —           |                | The Retaliators (Original Motion Picture Soundtrack) |
| 2012 sex nessun album di provenienza 2019 the dirt (est 1981) the dirt soundtrack 8 in us | |             |             |             |             |             |             |             |             |                |                                                      |

## Videografia

### Album video
| Anno | Titolo | Certificazioni           |
| ---- | --- | ------------------------ |
| 1986 | Uncensored - Pubblicazione: 1986 - Etichetta: Elektra - Formati: VHS                                                      | - US: 2x Platino         |
| 1990 | Dr. Feelgood: The Videos - Pubblicazione: 1990 - Etichetta: Elektra - Formati: VHS                                        | - US: Platino            |
| 1992 | Decade of Decadence - Pubblicazione: 1992 - Etichetta: Elektra - Formati: VHS                                             | - US: Oro                |
| 1998 | Behind the Music: Mötley Crüe - Pubblicazione: 1998 - Etichetta: Hip-O Records - Formati: DVD                             |                          |
| 2001 | Lewd, Crüed & Tattooed - Pubblicazione: 2001 - Etichetta: Eleven Seven Music - Formati: DVD                               | - AUS: Platino - US: Oro |
| 2003 | Greatest Video Hits - Pubblicazione: 2003 - Etichetta: Eleven Seven Music - Formati: DVD                                  | - US: Platino            |
| 2005 | Classic Mötley Crüe: Universal Masters DVD Collection - Pubblicazione 2005 - Etichetta: Eleven Seven Music - Formati: DVD |                          |
| 2006 | Carnival of Sins Live - Pubblicazione: 2006 - Etichetta: Eleven Seven Music - Formati: DVD                                | - US: 3x Platino         |
| 2009 | Crüe Fest - Pubblicazione: 24 marzo 2009 - Etichetta: Eleven Seven Music - Formati: DVD                                   |                          |

### Video musicali
| \| 2019 \| \| \| \| \| ---- \| \| \| \| \| \| \| \| \| \| \| \| \| \| \| \| \| \| \| Anno | "The Dirt (Est. 1981)"           |                             |  |
| ----------------------------------------------------------------------------------------- | -------------------------------- | --------------------------- |  |
| 1982                                                                                      | Live Wire                        |                             |  |
| 1984                                                                                      | Looks That Kill                  | Marcelo Epstein             |  |
| 1984                                                                                      | Too Young to Fall in Love        |                             |  |
| 1985                                                                                      | Smokin' in the Boys Room         | Chris Painter & Wayne Isham |  |
| 1985                                                                                      | Home Sweet Home                  | Wayne Isham                 |  |
| 1987                                                                                      | Girls, Girls, Girls              |                             |  |
| 1987                                                                                      | Wild Side                        |                             |  |
| 1987                                                                                      | You're All I Need                |                             |  |
| 1989                                                                                      | Dr. Feelgood                     | Wayne Isham                 |  |
| 1989                                                                                      | Kickstart My Heart               | Wayne Isham                 |  |
| 1984                                                                                      | Without You                      | Blanche White               |  |
| 1984                                                                                      | Don't Go Away Mad (Just Go Away) | Blanche White               |  |
| 1984                                                                                      | Same Ol' Situation (S.O.S.)      | Wayne Isham                 |  |
| 1991                                                                                      | Primal Scream                    |                             |  |
| 1991                                                                                      | Home Sweet Home '91              | Matt Mahurin                |  |
| 1991                                                                                      | Anarchy in the U.K.              | Brian Lockwood              |  |
| 1994                                                                                      | Hooligan's Holiday               | Nick Egan                   |  |
| 1994                                                                                      | Misunderstood                    | Brian Lockwood              |  |
| 1994                                                                                      | Smoke the Sky                    | Brian Lockwood              |  |
| 1997                                                                                      | Afraid                           | Nancy Bardawil              |  |
| 1997                                                                                      | Shout at the Devil '97           |                             |  |
| 1998                                                                                      | Enslaved                         |                             |  |
| 2000                                                                                      | Hell on High Heels               |                             |  |
| 2004                                                                                      | If I Die Tomorrow                | P. R. Brown                 |  |
| 2005                                                                                      | Sick Love Song                   | P. R. Brown                 |  |
| 2008                                                                                      | Saints of Los Angeles            |                             |  |
| 2008                                                                                      | Mutherfucker of the Year         |                             |  |
| 2009                                                                                      | White Trash Circus               |                             |  |
| 2015                                                                                      | All Bad Things                   |                             |  |
| 2019                                                                                      |                                  |                             |  |
|                                                                                           |                                  |                             |  |
|                                                                                           |                                  |                             |  |
|                                                                                           |                                  |                             |  |